# Hayesville (Carolina del Nord)
Hayesville è una località degli Stati Uniti d'America, capoluogo della contea di Clay, nello Stato della Carolina del Nord.